# Sheik Hassan Abdullah Hersi al-Turki

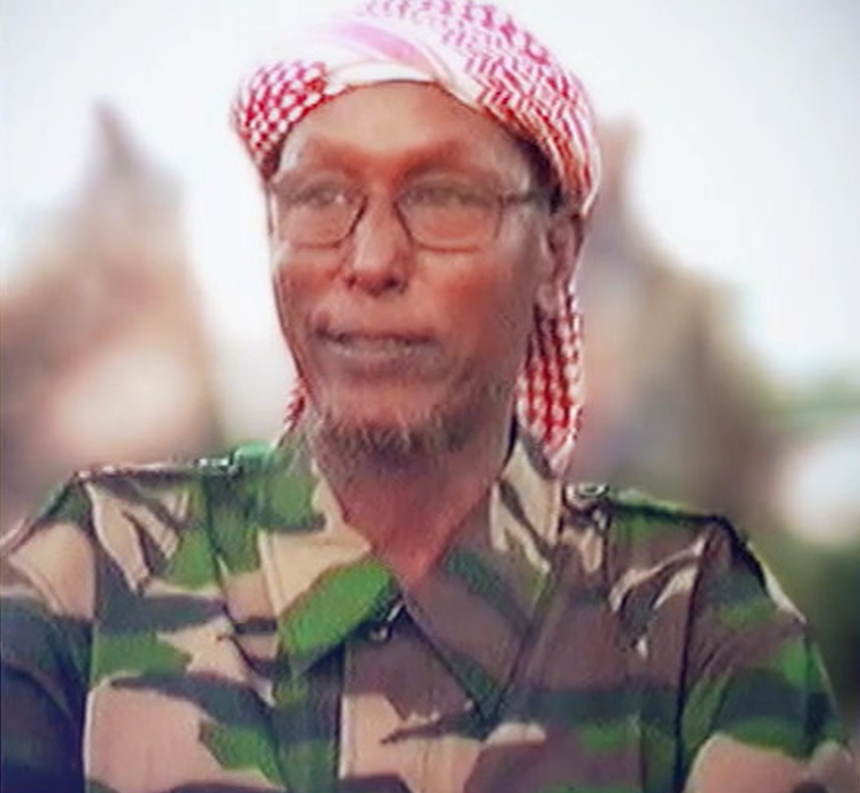
Sheilk Hassan Abdullah Hersi al-Turki

Sheik Hassan Abdullah Hersi al-Turki (también conocido como Al-Turki, o "El Turco" (1944-2015) fue un líder islamista de Somalia, un líder militar de la Unión de Cortes Islámicas y un líder de Al-Itihaad al-Islamiya. Proviene del clan Ogaden y del subclan Reer-Abdille.

## Biografía
Al-Turki nació en Ogaden y pertenecía a la subdivisión Reer Abdille del clan Darod de Ogadén. Se cree que al-Turki participó en la infructuosa guerra de Ogadén entre Somalia y Etiopía por el control de la región de Ogadén, habitada por somalíes, y que posteriormente abandonó la región para proseguir sus esfuerzos revolucionarios en Somalia.
El 3 de junio de 2004, al-Turki fue designado, en virtud de la Orden Ejecutiva Presidencial 13224 de Estados Unidos, responsable de la financiación del terrorismo.Posteriormente se convirtió en líder militar de la UCI, y estuvo al mando de Dhobley, situada cerca de la provincia Nororiental. También dirigió a las fuerzas de la UCI en la toma de Jubalandia.
El 23 de septiembre de 2006, las fuerzas de al-Turki se aproximaron a Jilib, de camino a Kismayo. Como resultado, las fuerzas de la Alianza del Valle del Juba se retiraron sin combatir. Tras la caída de la ciudad, el 24 de septiembre, prometió la paz a la ciudad después de que milicianos islámicos disolvieran a tiros una manifestación antiislamista, matando a tres adolescentes (Véase también: Alianza del Valle de Juba § Guerra en Somalia). Al-Turki se dirigió a la población de Kismayo y afirmó que la región quedaría bajo la ley islámica. "Esta ciudad ha sido tomada por las fuerzas islámicas, incluidas todas las tribus de hombres somalíes y extranjeros, bienvenidos a la nueva paz traída a esta ciudad y os prometo que viviréis en seguridad y prosperidad", según informes, dijo.
Posteriormente, fue blanco de un ataque aéreo estadounidense el 3 de marzo de 2008. Los dos misiles de crucero Tomahawk alcanzaron dos viviendas de Dhobley que supuestamente habían sido visitadas por Al Turki, de quien se creía que tenía vínculos con Al Qaeda.
Al-Turki era el líder de un grupo insurgente llamado Brigadas Ras Kamboni, que se fusionó con otros tres grupos de resistencia, entre ellos el ala de la Alianza para la Nueva Liberación de Somalia, con sede en Asmara, del jeque Hassan Dahir Aweys, para formar Hizbul Islam.
Al-Turki murió de una enfermedad no revelada el 27 de mayo de 2015.